# 고성도서관
고성도서관은 경상남도 고성군 소재의 도서관이다.

## 연혁
- 1989년 12월 1일 고성군립도서관 설치 조례 공포
- 1989년 12월 18일 도서관 건물 준공
- 1990년 6월 27일 고성도서관 개관
- 2001년 2월 19일 경상남도교육감 지정 경남평생학습관 지정.운영
- 2003년 10월 14일 디지털자료실 개실
- 2010년 10월 29일 고성도서관 신축 이전 공사 착공
- 2012년 6월 18일 도서관 준공 완료
- 2012년 9월 20일 도서관 신축 이전 개관
- 2012년 10월 4일 고성도서관 신축이전 개관식
- 2014년 1월 1일 경상남도교육감 지정 학교도서관지원 제13센터 운영

## 시설현황
- 4층: 자유학습실, 문화강좌실1·2, 휴게실
- 3층: 종합자료실, 디지털자료실, 북카페
- 2층: 관장실, 행정실, 어린이자료실, 유아자료실
- 1층: 시청각실, 세미나실, 보존서고

## 이용 안내
이용 시간
- 종합/어린이/유아자료실: 화~금요일 09:00 ~ 18:00 / 토~일요일 09:00 ~ 17:00
- 디지털자료실: 화~일요일 09:00 ~ 17:00
- 자유학습실: 월~일요일 08:00 ~ 22:00

휴관일
- 자료실: 매주 월요일 및 법정공휴일
- 자유학습실: 법정공휴일